# Шварц, Соломон Меерович
Соломон Меерович Шварц (урожд. Моносзон; 1883, Вильно, Виленская губерния, Российская империя — 1973, Иерусалим) — российский общественный и политический деятель, революционер, литератор.

## Биография
Родился в 1883 году в Российской империи. Окончил гимназию в родном городе Вильно, учился в Гейдельбергском и Берлинском университетах. Участник профсоюзного и революционного движения.
До революции (переворота) Шварц провел под арестом около полутора лет, дважды был в ссылке, три раза его высылали за границу.
Член партии меньшевиков (с 1907 года), ранее состоял в большевистской партии.
В 1917 году  редактор журнала «Страхование рабочих и социальная политика».
В 1921 году был дважды арестован как меньшевик, а в январе 1922 года выслан за границу.
С 1922 года по 1933 год жил в Берлине, с 1933 года по 1940 годы — в Париже, с 1940 года по 1970 год — в США.
С 1970 года жил в Иерусалиме, умер в 1973 году.
Жена Вера Александровна Александрова (урождённая Мордвинова, 1895—1966) — критик, литературовед, публицист, с 1952 года по 1956 год главный редактор нью-йоркского «Издательства имени Чехова»

## Политическая деятельность
В предвоенные годы был близок к «ликвидаторам», во время Первой мировой войны и революции (переворота) 1917 года — примыкал к «оборонцам». Был товарищем министра труда в правительстве Керенского.
После прихода к власти большевиков входил в правое крыло меньшевистского направления. Работал в Союзе больничных касс Московской области до его закрытия весной 1919 года. Был одним из руководителей комитета, организовавшего забастовку служащих государственных учреждений Петрограда. В конце 1919 года стал сторонником Мартова.
По партийной мобилизации служил в Красной Армии, до осени 1920 года — на фронте, затем начальником управления Красного Креста, затем работал в Реввоенсовете Республики. Член Киевского, а затем и Московского комитетов партии.
После эмиграции входил в состав Заграничной делегации РСДРП. Работал в периодически выходившем «Социалистическом вестнике», был его последним главным редактором.
В Нью-Йорке работал профессором «Новой школы социальных исследований», опубликовал несколько десятков научных трудов, в том числе классическую монографию «Labor in the Soviet Union».

## Литературная и исследовательская деятельность
Автор книг по истории Союза ССР и профсоюзного движения. Известен как автор вышедшей в 1966 году в Нью-Йорке книги «Евреи в Советском Союзе с начала Второй мировой войны», в которой доказывал, что в Советском Союзе ничего не было сделано для своевременной эвакуации и спасения евреев от фашистов.
На эту книгу ссылался ряд авторов, писавших об истории евреев в СССР, в частности, Александр Солженицын в книге «Двести лет вместе». В библиографическом разделе как автора работ по анализу социальной структуры советского еврейства Шварца упоминает демограф Вячеслав Константинов. Доктор исторических наук Геннадий Костырченко называет Шварца научным лидером в среде западных исследователей темы советских евреев.

### Произведения
- Solomon M. Schwarz. Heads of Russian Factories: Research Project of the Graduate Faculty of Political and Social Science. New School for Social Research: Нью-Йорк, 1942.
- Gregory Bienstock, Solomon M. Schwarz, Arthur Feiler, Jacob Marschak, A. Iugov. Management in Russian industry and agriculture. Oxford University Press: Лондон, 1944. ISBN B000X8XXIU
- Solomon M. Schwarz. Antisemitism in the Soviet Union. Library of Jewish Information, American Jewish Committee: Нью-Йорк, 1948. ISBN B0007KDRDU
- Solomon M. Schwarz. The Jews in the Soviet Union. Syracuse University Press: Сиракьюз, 1951. ISBN B00115IFGE
- Solomon M. Schwarz. Labor in the Soviet Union. — The Cresset Press. — ISBN B000KYZEUC.
- Solomon M. Schwarz. Labor in the Soviet Union. — Нью-Йорк: Praeger, 1952. — ISBN B0007ED3SA.
- Solomon M. Schwarz. Labor in the Soviet Union. — ISBN B001BBMWI0.
- Solomon M. Schwarz. Labor in the Soviet Union. — 1953. — ISBN B0017X70J8.
- Соломон М. Шварц. Антисемитизм в Советском Союзе. Издательство имени Чехова: Нью-Йорк, 1952.
- Solomon M. Schwarz. Arbeiterklasse und Arbeitspolitik in der Sowjet Union. Verlag für Wirtschaft und Sozialpolitik: Гамбург, 1953.
- Trade Unions in the USSR. Praeger: Нью-Йорк, 1953. ISBN B001BBTX2S
- Соломон Шварц. Евреи в Советском Союзе с начала Второй мировой войны (1939—1965). — Нью-Йорк: Издательство Американского Еврейского Рабочего Комитета, 1966. — 430 с.
- Solomon M. Schwarz. The Russian Revolution of 1905: the workers' movement and the formation of Bolshevism and Menshevism. University of Chicago Press: Чикаго, 1967. ISBN B0000CNK6I
- די ייִדן אין סאָװעטן-פֿאַרבאַנד: מלחמה און נאָכמלחמה-יאָרן (ди йидн ин советн-фарбанд: милхомэ ун нохмилхомэ-йорн — евреи в Советском Союзе: военные и послевоенные годы, на идише, שלומה שװאַרץ — Шлоймэ М. Шварц). Йидишн арбэтэр-комитет: Нью-Йорк, 1967.
- Соломон М. Шварц. Социальное страхование в России в 1917—1919. Columbia University, Russian Institute: Нью-Йорк, 1968.
- Solomon M. Schwarz. The Jews in the Soviet Union. Arno Press: Нью-Йорк, 1972.